# Undead
„Undead“ je píseň americké rap rockové skupiny Hollywood Undead. Jedná se o první skladbu a zároveň první singl jejich debutového alba Swan Song. Je to jedna z jejich nejpopulárnějších písniček.
Hlavní riff písně je stejný jako ten z písně „Crazy Train“ od Ozzyho Osbourna, který je hraný spíše na syntezátoru než na kytaru a je transponován do jiné tóniny. Refrén zpívá Deuce, stejně jako ve všech písní alba Swan Songs. Na začátku a na konci písně nápadně křičí „Undead!“ spolu s ostatními členy kapely. Johnny 3 Tears rapuje první a čtvrtou sloku. Charlie Scene rapuje druhý verš a J-Dog rapuje třetí. Nesestříhaná verze, ve které J-Dog nadává Jeffreemu Starsovi, je zpívána na živých vystoupeních, ale v albu se nenachází. Da Kurlzz kříčí společně s Deucem v refrénu a zároveň poskytuje doprovodný křik ve slokách Charlieho Scena a J-Doga. Deuce v roce 2012 zremixoval píseň pod názvem „Nine Lives“. Tato verze obsahuje původní refrén ve kterém Deuce křičí „Nine Lives“, což je zároveň název jeho prvního debutového alba.
Refrén na živých vystoupeních, po odchodu Deuce z kapely, zpívá Danny.

## Tvůrci

#### Hollywood Undead
- Jordon "Charlie Scene" Terrell – hlavní kytara, zpěv

- Matthew "Da Kurlzz" Busek – zpěv
- Aron "Deuce" Erlichman – baskytara, technika, klávesy, programování, zpěv
- Dylan "Funny Man" Alvarez – zpěv
- Jorel "J-Dog" Decker – klávesy, zpěv
- George "Johnny 3 Tears" Ragan – zpěv

#### Další tvůrci
- Josh Freese – bicí
- Ben Grosse – mixování
- Billy Howerdel – doprovodná technika
- Danny Lohner – technika, programování